# Catedral de Pasto
La catedral de Pasto, también conocida como templo del Sagrado Corazón, es un templo catedralicio de culto católico consagrado al Sagrado Corazón de Jesús y a san Francisco. Fue declarada como Bien de Interés Cultural en el  ámbito nacional, gracias al Ministerio de Cultura con la Resolución 1793 del año 2000.
Las medidas del templo, la hacen una de las iglesias más grandes de la ciudad. Su longitud tomando solo la nave central es de 66 metros, su ancho desde la nave izquierda hasta la capilla del Inmaculado Corazón de María es de 54 metros, la altura de la cúpula hasta el remate es de 42 metros y las torres hasta el remate se elevan hasta los 49 metros de altura.

## Ubicación
La catedral, se encuentra dentro del centro histórico de la ciudad de Pasto, más exactamente en la esquina nororiental de la calle 17 y carrera 26, frente a la plazoleta de San Francisco. A  simplemente dos cuadras de este templo nos encontramos con la plaza mayor de la ciudad, o formalmente conocida como la Plaza de Nariño.

## Historia
En épocas anteriores, en el lugar que hoy ocupa este templo existía la capilla de San Francisco de Asís. Dicho templo fue saqueado y destruido en 1822 cuando la ciudad fue siteada en lo ocurrido el 24 de diciembre de dicho año. Los Franciscanos huyeron de Pasto y nunca volvieron por lo que el templo se deterioró y fue derribado, en su espacio se inició la construcción del templo el 25 de octubre de 1899. En enero de 1920 fue inaugurada por monseñor Antonio María Pueyo de Val. Más tarde sería erigida sede episcopal de la ciudad.

## Estilo arquitectónico
Esta catedral presenta diseños góticos. En su zona exterior se presentan estilos dóricos, para describir solidez, y en el interior el corintio, que hace referencia a belleza. En su fachada principal se lee el lema «Jesús Sacramentado». La planta del templo es de cruz latina, pero a través del tiempo se ha deformado su forma original debido a adiciones estructurales.

## Interior
La decoración interna del templo exalta los misterios de la vida y muerte de Jesús. Entre varias obras artísticas, podemos encontrar una que resalta en un espacio que deja el medio punto sobre el altar mayor; en este lugar se encuentra una pintura del padre eterno, alado de este se encuentra Jesucristo, acompañado de la Virgen María, San Juan Bautista y los doce apóstoles repartidos  a ambos lados del altar; también más abajo encontramos al Espíritu Santo flanqueado por nubes y ángeles. 

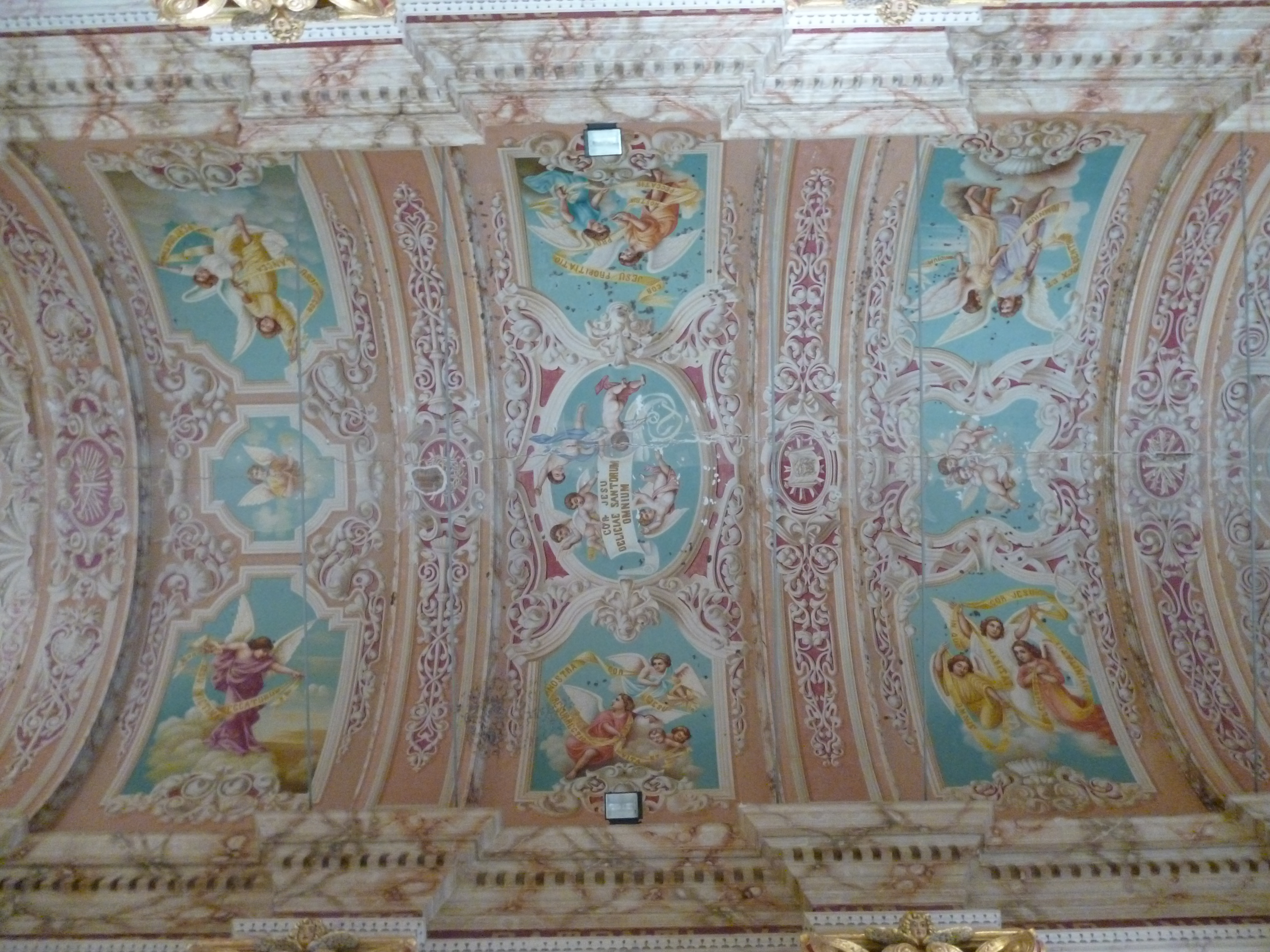
Bóveda de la Catedral

Otra obra artística la podemos encontrar en la bóveda del presbiterio, en este lugar se encuentra una pintura al fresco, que relata la escena de la venida del Espíritu Santo sobre los apóstoles. El Espíritu Santo está representado por una paloma, que desciende del cielo, entre fulgurantes rayos, y a sus lados se encuentra coronando la escena, la Virgen María y los apóstoles, recibiendo los dones y frutos del Espíritu Divino.
Sobre el altar del crucero derecho, está ubicada una copia de una pintura conocida como el ''Golpe de la Lanza'' de Rubens, y bajo la bóveda del mismo crucero, se encuentra una copia de ''La Pieta'', de Guido Reni.

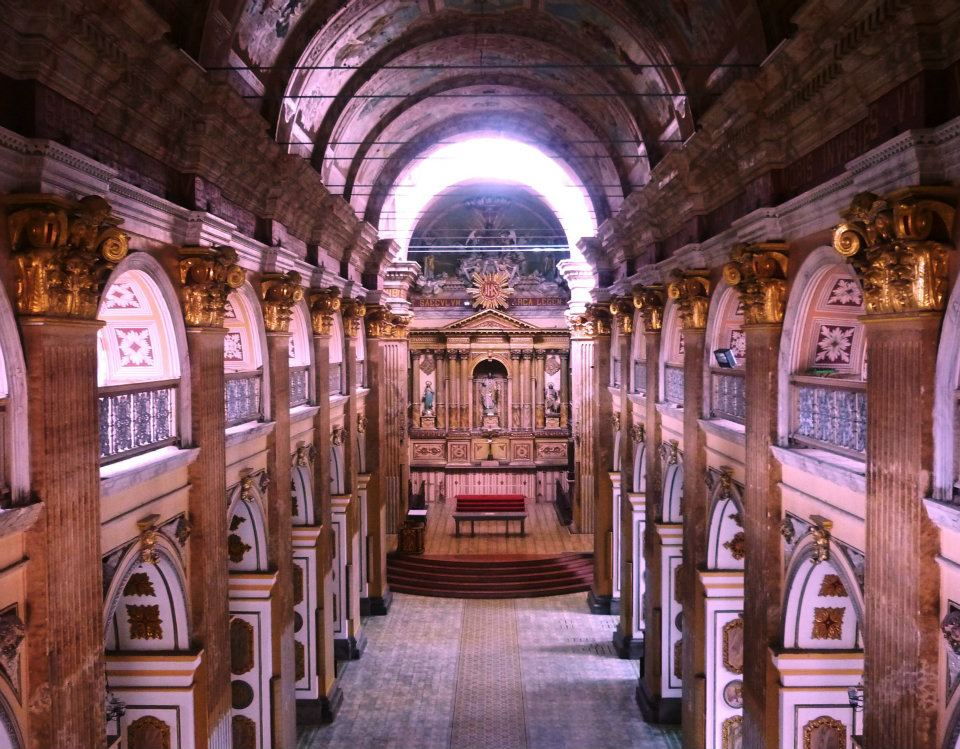
Interior de la Catedral de Pasto visto desde el coro alto

En el altar del crucero izquierdo, dedicado a la resurrección del Señor, se encuentra un pintura al óleo de la ascensión de Jesús a los cielos y la coronación de Nuestra Señora,  esta obra es una copia de una pintura renacentista del italiano Moretto.
La impresionante cúpula y la nave central de templo, están decorados majestuosamente con pinturas de  ángeles  que sostienen las 33 jaculatorias de la Letanía del Sagrado Corazón de Jesús.

## Altares

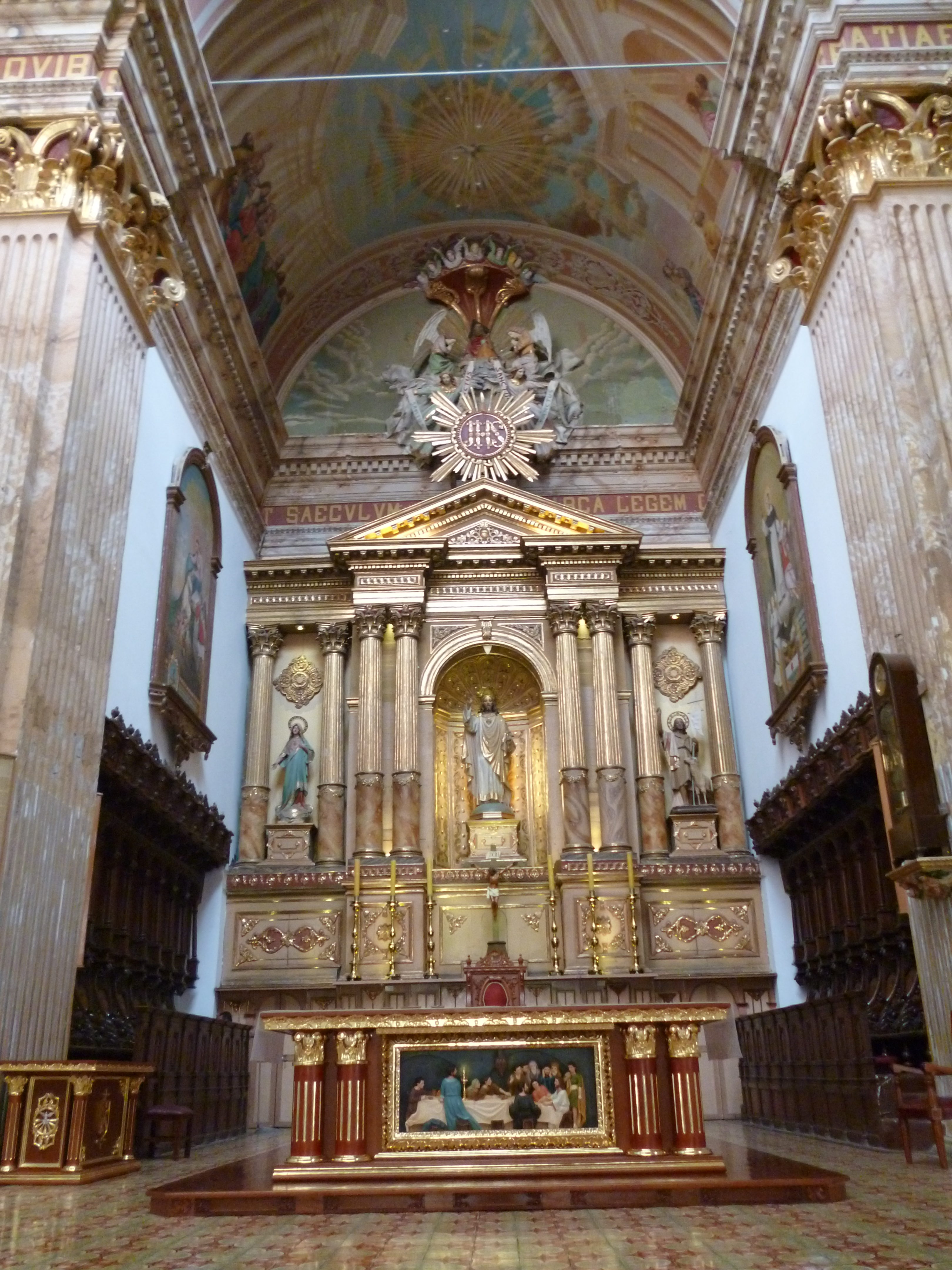
Altar Mayor

La catedral tiene seis grandes altares, todos acompañados de retablos. El altar mayor está hecho a base de una única roca de 3m, la cual fue labrada por Lucindo Espinoza; en la hornacina central del altar mayor se venera una imagen de gran tamaño del Sagrado Corazón de Jesús, acompañado a sus lados en los intercolumnios de las imágenes de la Virgen María y San Juan Bautista. Sobre el tímpano del altar hay un sol con rayos y con el emblema de Jesús sostenido por un ángel. 
Existen dos altares laterales de cemento, el primer altar que se encuentra a la derecha esta dedicado a San Ezequiel Moreno, donde se encuentra una de sus reliquias, y el segundo  a la izquierda esta dedicado a San José. Estos dos altares no se encontraban en los planos originales de la Catedral. 
También hay dos altares en ambos lados del crucero; estos altares de cemento están dedicados a la Pasión y Resurrección de Jesús. El altar izquierdo del crucero resguarda un grupo escultórico que representa la escena del calvario; a los lados del retablo de este altar, se encuentra dos óvalos que enmarcan sendos cuadros, el primero muestra al profeta Daniel con los Leones, y en el segundo se observa el sacrificio de Abraham. En la parte de abajo de estos dos óvalos, existen dos relieves, una recuerda el beso de Judas  y el otro la oración de Jesús en el huerto de los Olivos. En el remate de este altar se observa el santo rostro, y un poco más arriba los instrumentos de la pasión de Jesús.
El altar del lado derecho del crucero, resguarda en el nicho central de su retablo un cuadro sobre la resurrección, encima de este una pintura que representa al cordero descrito en el Apocalipsis, y como remate del  retablo del altar un Ángel. Los  óvalos de este retablo enmarcan dos sendos cuadros, el primero representa la aparición de Jesús a sus discípulos en Emaús, y el segundo simboliza a San Pedro recibiendo las llaves del reino de los cielos. En la parte de abajo de estos dos óvalos, se encuentran dos relieves, uno de la aparición de Cristo a María Magdalena y otro de Santo Tomas tocando la llaga del costado de Cristo.

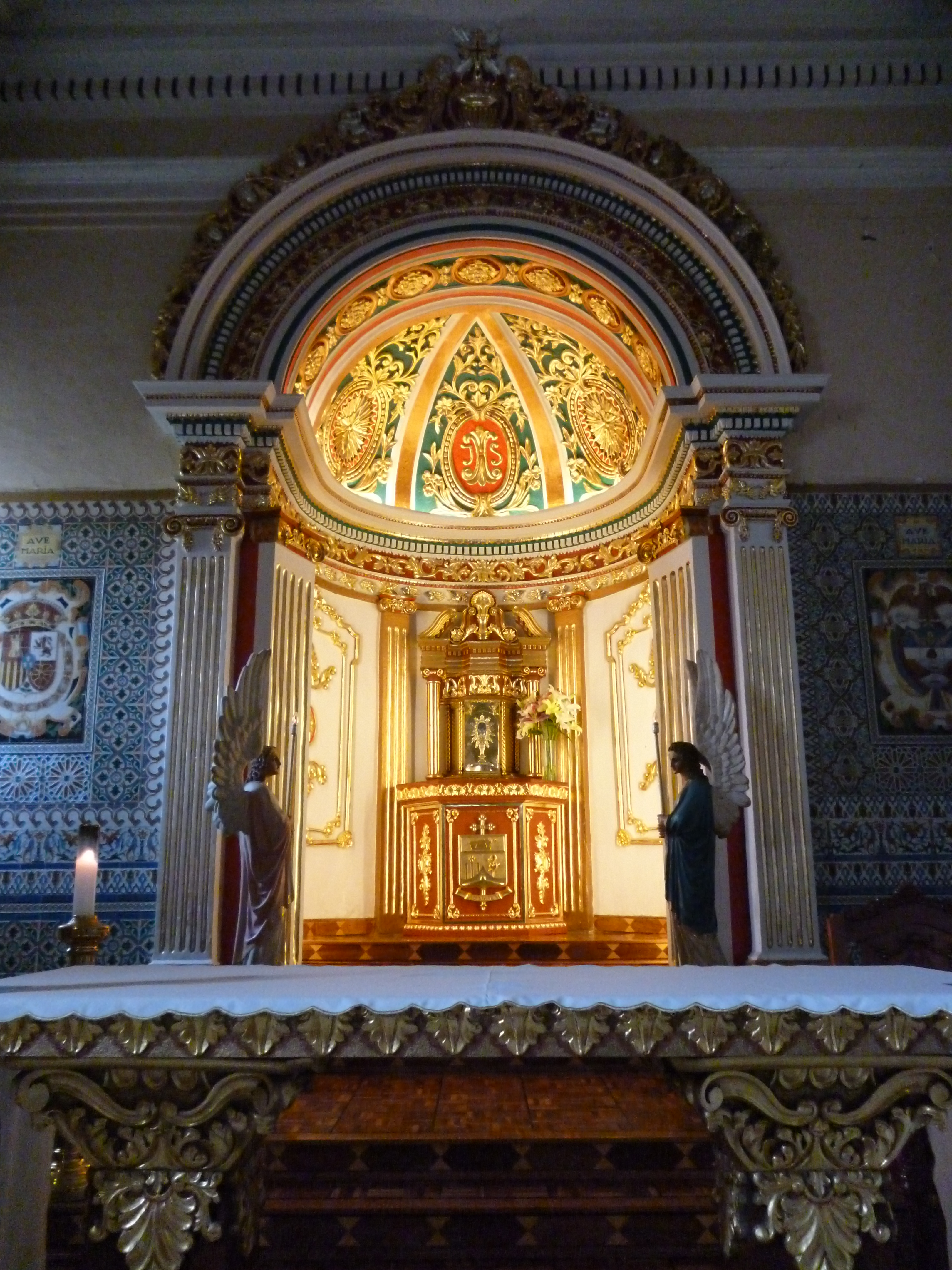
Altar del Santísimo Sacramento

## Capilla del Corazón Inmaculado de María

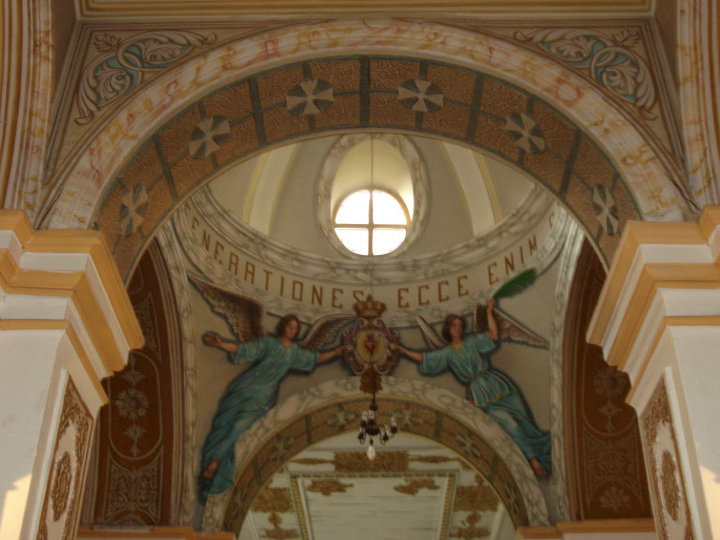
Pequeña cúpula en la entrada de la Capilla del Inmaculado Corazón de María

Esta pequeña capilla fue construida en la nave del lado izquierdo del templo y su ingreso es donde se encontraba antiguamente una puerta lateral. En su entrada se halla un haz de pilastras adosadas, que sostienen una pequeña cúpula. La capilla tiene forma de rectángulo, y su artesonado de madera está compuesto por los emblemas de Jesús y María, enlazados con cuatro Corazones del inmaculado corazón de María. El altar de la capilla esmaltado con vistosos arabescos en barniz de Pasto, funciona como el lugar para reservar el Santísimo Sacramento; bajo el ábside del altar, se conserva la imagen del Inmaculado Corazón de María. La capilla ostenta ventanales, donde la luz ingresa profundamente y  en sus muros descansan cuadros que representan los principales santuarios Marianos del mundo.

## Sacristía
La sacristía goza de un rico artesonado, donde en su centro resguarda un cuadro de la aparición del Sagrado Corazón de Jesús a Santa Margarita María Alacoque. También,  sobre su entablamiento se diseño un ático, donde al frente de este, reposa un bajo relieve de la última cena de Jesús con sus apóstoles y al lado opuesto, se resguarda una obra del nacimiento de Jesús; esta obra esta acompañada a sus dos lados, de unos lienzos que representan a los príncipes de los apóstoles. Cabe destacar una talla antigua de Jesucristo crucificado que se conserva en este lugar con una inscripción que conmemora la solemnidad del Corpus Christi.

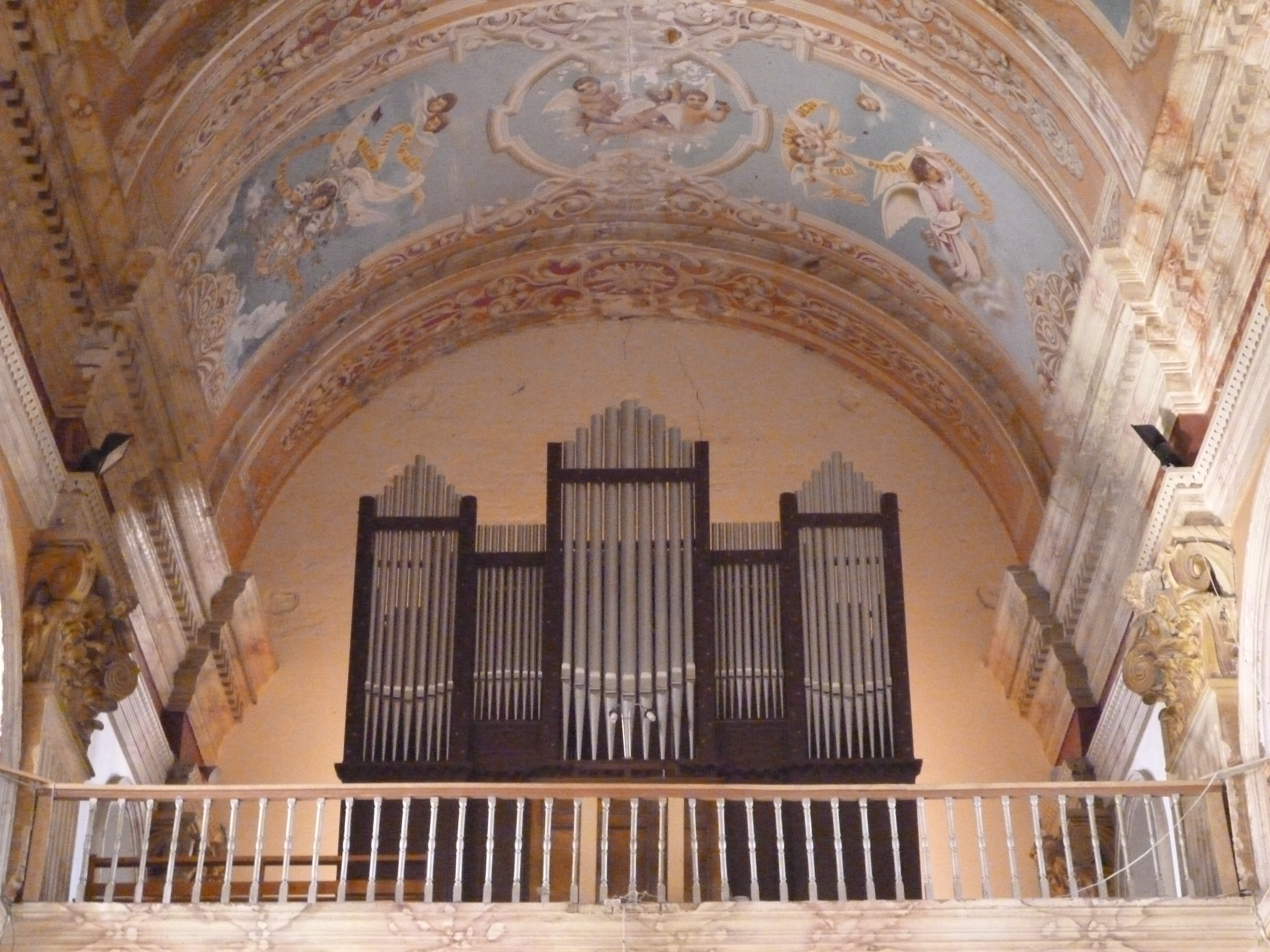
Órgano de la Catedral

## Órgano
El templo posee un órgano fabricado en Suiza, en los talleres Goll y Co de Lucerna; se lo despacho a la ciudad en 1921, lastimosamente durante su trayecto sufrió graves años, pero se logró reparar este instrumento casi a su totalidad.  Posteriormente se le adaptó un motor eléctrico que substituyó sus pedales.